# Christian Hesselberg
Christian Hesselberg (født 12. marts 1966 på Frederiksberg) er formand for Brønshøj-Husum Lokaludvalg, hvor han repræsenterer foreningen NextMetro.
Christian Hesselberg var i perioden 1989 – 2005 medlem af Centrum-Demokraterne, og var i et kort periode i 2001 medlem af Folketinget som suppleant for Susanne Clemensen.
Siden 2005 har han været medlem af Konservative og opstillet ved valg til Københavns Borgerrepræsentation.